# Chicago Electric Vehicle Company
Chicago Electric Vehicle Company war ein US-amerikanischer Hersteller von Automobilen.

## Unternehmensgeschichte
William G. Beale, Edward L. Brewster und Samuel Insull gründeten im Frühjahr 1899 das Unternehmen. Der Sitz war in Chicago in Illinois und die Fabrik in Faribault in Minnesota. Sie begannen mit der Produktion von Automobilen. Der Markenname lautete Chicago Electric. 1901 endete die Produktion.
Das Unternehmen darf nicht mit der Chicago Electric Motor Car Company verwechselt werden, die ein paar Jahre später ebenfalls in Chicago tätig war.

## Fahrzeuge
Im Angebot standen Elektroautos. Beabsichtigt waren Fahrzeuge mit den Aufbauten Runabout, Brougham, Dogcart sowie Taxis. Tatsächlich entstanden nur Taxis. Einige wurde in Chicago eingesetzt.